# 鈴華
鈴華（すずか）は、日本の漫画家。関東在住。8月22日生まれ。 

## 作品リスト

### 漫画
- 本好きの下剋上 〜司書になるためには手段を選んでいられません〜 第一部 （2015年 - 2018年、TOブックス、コロナ・コミックス、全7巻）
- 本好きの下剋上 〜司書になるためには手段を選んでいられません〜 第二部 （2018年 - 、TOブックス、コロナ・コミックス、連載中）
- 本好きの下剋上 〜司書になるためには手段を選んでいられません〜 公式コミックアンソロジー第1巻 （2019年6月、TOブックス）
- 本好きの下剋上ふぁんぶっく （2016年12月、TOブックス）
- 本好きの下剋上ふぁんぶっく2 （2017年12月、TOブックス）
- 本好きの下剋上ふぁんぶっく3 （2018年11月、TOブックス）
- 本好きの下剋上ふぁんぶっく4 （2019年11月、TOブックス）
- ファイアーエムブレムヒーローズ公式4コマ （2018年 - 、連載中)

### イラスト・挿絵
- 本好きの下剋上 〜司書になるためには手段を選んでいられません〜 公式コミックアンソロジー第2巻 （2019年9月、TOブックス）
- 本好きの下剋上 〜司書になるためには手段を選んでいられません〜 公式コミックアンソロジー第3巻 （2019年12月、TOブックス）
- 本好きの下剋上 〜司書になるためには手段を選んでいられません〜 公式コミックアンソロジー第4巻 （2020年3月、TOブックス）
- 本好きの下剋上 〜司書になるためには手段を選んでいられません〜 公式コミックアンソロジー第5巻 （2020年6月、TOブックス）